# 倒果為因
倒果為因或因果倒置（Reverse causation），是一種非形式謬誤，是指把原因誤認為是結果，或把結果誤認為是原因。
因果關係經常是基於二件事物的高度相關性，倒果為因謬誤通常是因誤判其影響方向所致。

## 示例
例一

- 清末的苦力肌肉較發達，可見肌肉較發達的人比較喜歡擔任苦力。

事實也有可能是：被迫擔任苦力才肌肉發達。
例二

- 盲人的聽力比明眼人好，可見聽力好的人容易失明。

事實也有可能是：盲人由於依聽力過活，聽力開發後變得比一般人更敏銳。
例三

- 就是因為有這些唯恐天下不亂的反政府團體，人民內部才會有反政府的聲音的。

事實也有可能是：人民對政府有所不滿，才會有反政府團體的出現。
例四

- 美女腐化男人，進而導致家破人亡，甚至整個朝代的覆滅，像是夏朝的妺喜，商朝的妲己，周朝的褒姒，春秋晉國的驪姬，春秋吳國的西施，漢朝的趙飛燕、趙合德姊妹、南朝陳的張麗華、唐朝的楊貴妃等都是例子。

事實也有可能是：那些男人自己過度好色，才寵幸美女，以致搞到出大問題。
例五

- 除了部分產油國以及城市國家外，所有的已開發國家都高度民主且注重法治，可見民主與法治讓國家成為已開發國家。

事實也有可能是：在國家走上成為已開發國家的道路後，國家才出現民主與法治，而非反過來，而一個國家之所以成為已開發國家，是工作倫理等其他因素導致的。如果不能證明民主與法治讓國家成為已開發國家，這種說法有倒果為因之嫌。

## 相關概念
- 因果謬誤
- 虛假關係

## 外部連結
- （英文）（页面存档备份，存于）